# Inocybe stangliana
Inocybe stangliana är en svampart som tillhör divisionen basidiesvampar, och som beskrevs av Thomas Wilhelmus Kuyper. Inocybe stangliana ingår i släktet Inocybe, och familjen Crepidotaceae. Arten är reproducerande i Sverige.